# Романов, Михаил Алексеевич (дипломат)
Михаи́л Алексе́евич Рома́нов (род. 25 января 1936) — российский дипломат. Чрезвычайный и полномочный посол (1992).

## Биография
Окончил Московский государственный институт международных отношений (МГИМО) МИД СССР (1964). 
- С 22 апреля 1992 по 25 ноября 1996 года — чрезвычайный и полномочный посол Российской Федерации в Киргизской Республике[1][2].
- С 26 мая 1992 по 27 января 1993 года возглавлял российскую делегацию на переговорах с Кыргызстаном по вопросам двусторонних отношений, представляющим взаимный интерес в политической, военной, экономической, социальной и гуманитарной областях[3][4].

Почётный гражданин города Бишкек.

## Семья
Женат, имеет дочь.

## Дипломатический ранг
- Чрезвычайный и полномочный посол (22 апреля 1992)[6].